# 沃克斯南河

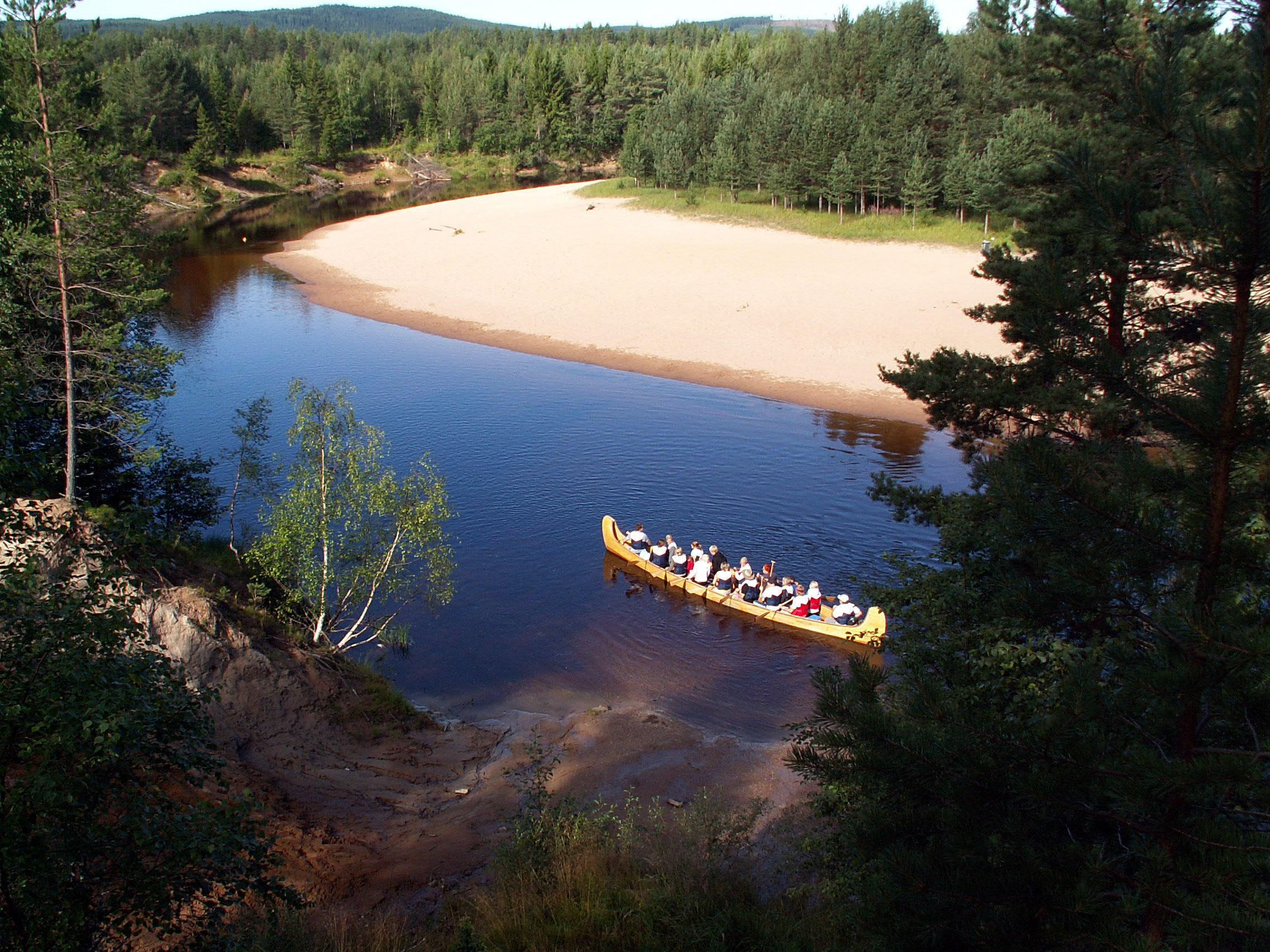

沃克斯南河（瑞典語：Voxnan）是瑞典的河流，位於海爾辛蘭，屬於于斯南河的支流，河道全長150公里，流域面積3,140平方公里，平均流量每秒33立方米，上游是划艇運動的熱門地點。